# Nâves-Parmelan
Nâves-Parmelan é uma comuna francesa na região administrativa de Auvérnia-Ródano-Alpes, no departamento da Alta Saboia. Estende-se por uma área de 5.39 km². Em 2010 a comuna tinha 1 021 habitantes (densidade: 189,4 hab./km²).